# レ・フィルム・デュ・ローザンジュ
レ・フィルム・デュ・ローザンジュ（またはレ・フィルム・デュ・ロザンジュ、Les Films du Losange）は、フランスの映画製作会社・配給会社。ヌーヴェルヴァーグの立役者のひとりとなった映画監督のエリック・ロメールと、映画プロデューサーからのちに映画監督へと転身するバーベット・シュローダー（バルベ・シュレデール）の2人によって設立された。社名は「菱形映画社」の意味で、会社のロゴも菱形のマークである。
所在地は、パリ市ピエール・プルミエ・ドゥ・セルビ通り22番地 (22, avenue Pierre 1er de Serbie, Paris 75116)。

## 歴史
1962年、42歳のロメールと21歳のシュレデールによって設立される。第1作はロメールの監督による『モンソーのパン屋の女の子』。シュレデールがプロデューサーとなり、『モンソーのパン屋の女の子』に始まる「六つの教訓話」シリーズの製作を開始する。
1963年、ジャン＝ダニエル・ポレとフォルカー・シュレンドルフの45分の中編ドキュメンタリー映画『Méditerranée』（地中海）を製作。
1975年、マルガレート・メネゴーズが代表になり、女将的な存在として現在に至る。メネゴーズは現在シネマテーク・フランセーズ理事会役員、ユニフランス代表を務め、フランス映画界の重鎮となっている。現在、同社は80本を超える作品カタログを所有し、ロメール（ほぼ全作を同社が製作）、シュレデール、ロジェ・プランション、ジャック・リヴェット、そしてミヒャエル・ハネケ、ジャック・ドワイヨン、ジャン＝ポール・シヴェラックのような映画作家の作品も扱っている。

## 主なフィルモグラフィー
- 1962年 - モンソーのパン屋の女の子 La Boulangère de Monceau ロメール
- 1963年 - Méditerranée（地中海） ポレ＝シュレンドルフ
- 1963年 - シュザンヌの生き方 La Carrière de Suzanne ロメール
- 1965年 - パリところどころ Paris vu par... ポレ、ルーシュ、ドゥーシェ、ロメール、ゴダール、シャブロル
- 1969年 - モード家の一夜 Ma nuit chez Maud ロメール
- 1969年 - モア More シュレデール
- 1975年 - クレールの膝 Le Genou de Claire ロメール
- 1976年 - O公爵夫人 La Marquise d'O... ロメール
- 1982年 - Lettres d'amour en Somalie フレデリック・ミッテラン
- 1983年 - 海辺のポーリーヌ Pauline à la plage ロメール
- 1984年 - スワンの恋 Un amour de Swann シュレンドルフ
- 1989年 - 白い婚礼 Noce blanche ジャン＝クロード・ブリソー
- 1990年 - 僕を愛したふたつの国/ヨーロッパ ヨーロッパ Europa Europa アニエスカ・ホランド
- 1996年 - Le Bel Été 1914 クリスチャン・ド・シャロンジュ
- 1998年 - 葡萄酒色の人生・ロートレック Lautrec ロジェ・プランション
- 1999年 - パン・タデウシュ物語 Pan Tadeusz - Quand Napoléon traversait le Niémen アンジェイ・ワイダ
- 2000年 - 男たちの季節 La Saison des hommes ムフィーダ・トゥラートリ
- 2005年 - 恋は足手まとい Un fil à la patte ミシェル・ドヴィル
- 2006年 - L'Étoile du soldat クリストフ・ド・ポンフィーイ